# Ragnar Ehrnfelt
Ragnar Oscar Ehrnfelt, född 23 januari 1885 i Bro, Stockholms län, död 5 juni 1970, var en svensk uppbördskommissarie, målare och skulptör.
Han var son till agronom Oscar Eriksson och Hulda Englund samt från 1916 gift med gymnastikdirektören Karin Neuendorff.
Ehrnfelt studerade under 1920-talet vid Carl Wilhelmsons målarskola och vid Konsthögskolan 1937-1938 samt kortare studier vid Grünewalds Edvin Ollers och Signe Barths konstskolor i Stockholm. Han studerade skulptur för Lena Börjeson samt under studieresor till bland annat Holland, Italien, Schweiz och Frankrike. Han var medlem i Konstnärsringen.  